# Mistrzowie Slam Dunk
Mistrzowie Slam Dunk – wydana w 1994 w USA, a w 1995 w Polsce książka o mistrzach Slam Dunk. Autorem jest Peter C. Bjarkman, który dedykował ją swojemu synowi, Chrisowi. Książka opisuje kilkudziesięciu koszykarzy, którym udało się wygrać konkurs wsadów, m.in.: Michael Jordan, Dominique Wilkins, Spud Webb i wielu innych.

## Informacje wydawnicze
- wydawnictwo: Wydawnictwo Ryszard Kluszczyński
- autor: Peter C. Bjarkman
- tłumaczenie: Monika Nemeczek
- liczba stron: 80
- twarda oprawa
- ISBN 83-86328-48-7